# Чон Йон Хо
Чон Йон Хо (кор. 정•영호; нар. 13 липня 1982) — південнокорейський борець вільного стилю, дворазовий бронзовий призер чемпіонатів Азії, чемпіон світу серед військовослужбовців, чемпіон світу серед студентів, учасник двох Олімпійських ігор.

## Життєпис
Боротьбою почав займатися з 1995 року.
Виступав за борцівський клуб «Nam Gu» Сеул. Тренер — Пак Сам Йоль.

## Спортивні результати на міжнародних змаганнях

### Виступи на Олімпіадах
| Змагання                    | Збірна         | Вагова категорія          | Місце |
| --------------------------- | -------------- | ------------------------- | ----- |
| Літні Олімпійські ігри 2004 | Південна Корея | вільна боротьба, до 60 кг | 7     |
| Літні Олімпійські ігри 2008 | Південна Корея | вільна боротьба, до 66 кг | 17    |

### Виступи на Чемпіонатах світу
| Змагання                        | Збірна         | Вагова категорія          | Місце |
| ------------------------------- | -------------- | ------------------------- | ----- |
| Чемпіонат світу з боротьби 2007 | Південна Корея | вільна боротьба, до 66 кг | 32    |
| Чемпіонат світу з боротьби 2009 | Південна Корея | вільна боротьба, до 66 кг | 18    |
| Чемпіонат світу з боротьби 2013 | Південна Корея | вільна боротьба, до 66 кг | 32    |
| Чемпіонат світу з боротьби 2015 | Південна Корея | вільна боротьба, до 70 кг | 17    |

### Виступи на Чемпіонатах Азії
| Змагання                       | Збірна         | Вагова категорія          | Місце  |
| ------------------------------ | -------------- | ------------------------- | ------ |
| Чемпіонат Азії з боротьби 2003 | Південна Корея | вільна боротьба, до 60 кг | 4      |
| Чемпіонат Азії з боротьби 2004 | Південна Корея | вільна боротьба, до 60 кг | Бронза |
| Чемпіонат Азії з боротьби 2007 | Південна Корея | вільна боротьба, до 66 кг | Бронза |
| Чемпіонат Азії з боротьби 2013 | Південна Корея | вільна боротьба, до 66 кг | 5      |
| Чемпіонат Азії з боротьби 2015 | Південна Корея | вільна боротьба, до 70 кг | 11     |

### Виступи на Чемпіонатах світу серед військовослужбовців
| Змагання                                                  | Збірна         | Вагова категорія          | Місце  |
| --------------------------------------------------------- | -------------- | ------------------------- | ------ |
| Чемпіонат світу з боротьби серед військовослужбовців 2008 | Південна Корея | вільна боротьба, до 66 кг | Золото |

### Виступи на Чемпіонатах світу серед студентів
| Змагання                                        | Збірна         | Вагова категорія          | Місце  |
| ----------------------------------------------- | -------------- | ------------------------- | ------ |
| Чемпіонат світу з боротьби серед студентів 2002 | Південна Корея | вільна боротьба, до 60 кг | Золото |

### Виступи на інших змаганнях
| Змагання                                                      | Збірна         | Вагова категорія          | Місце  |
| ------------------------------------------------------------- | -------------- | ------------------------- | ------ |
| Олімпійський кваліфікаційний турнір з боротьби 2008 (Варшава) | Південна Корея | вільна боротьба, до 66 кг | Бронза |
| Турнір «Олімпія» 2014                                         | Південна Корея | вільна боротьба, до 65 кг | Бронза |

### Виступи на змаганнях молодших вікових груп
| Змагання                                      | Збірна         | Вагова категорія          | Місце |
| --------------------------------------------- | -------------- | ------------------------- | ----- |
| Чемпіонат світу з боротьби серед юніорів 2001 | Південна Корея | вільна боротьба, до 58 кг | 7     |